# Ahmose (vương hậu)
Ahmose ("Sinh bởi thần Mặt trăng") là một Vương hậu của Vương triều thứ 18. Bà là vợ cả của Pharaon Thutmose I và là mẹ của Hatshepsut - Nữ pharaoh lực bậc nhất trong lịch sử Ai Cập. Mutnofret, thứ phi của Thutmose I, là người đã sinh hạ pharaon Thutmose II, về sau là chồng của Hatshepsut.

## Thân thế
Không rõ cha mẹ của bà là ai. Có suy đoán cho rằng bà là một người con gái hoặc em gái của Ahmose I. Ahmose không được gọi là "Con gái của Vua" nên bà không phải là người của hoàng gia. Tuy nhiên, bà lại được sắc phong danh hiệu "Chị/em gái của Vua" nên Ahmose có thể là chị em với Thutmose I.
Ngoài danh hiệu trên, bà còn được phong thêm nhiều danh hiệu khác: "Người vợ hoàng gia vĩ đại", "Nữ thần của hai vùng đất", "Tình yêu của ông", "Người phụ nữ được đắc sủng"...
Ahmose được phác họa cùng với Thutmose I và một người con gái tên Nefrubity tại đền thờ Deir el-Bahari. Nefrubity là chị ruột của Hatshepsut, chỉ được nhắc đến một lần duy nhất, có lẽ công chúa đã mất khi còn nhỏ. Thutmose còn 3 hoàng tử khác không rõ mẹ, họ cũng được nghĩ rằng là con của Ahmose hoặc thứ phi Mutnofret.

## Những kỷ vật và văn tự
Một quan lại trong triều tên là Yuf, người đã phục vụ cho nhiều phụ nữ trong hoàng tộc, bắt đầu từ Ahhotep I - mẹ đẻ của Ahmose I. Dưới triều vua Thutmose I, ông đã hầu hạ cho Vương hậu Ahmose và được bà chỉ định là người quản ngân khố cho hoàng gia. Ngoài ra, Ahmose đã giao nhiệm vụ cho Yuf là phải bảo quản các bức tượng của bà.
Hatshepsut đã thần thánh hóa người mẹ của mình là vợ của Amun, vị thần tối cao của Ai Cập. Theo những văn thư cổ được Hatshepsut cho chép lại, thần Thoth đã dẫn Vương hậu Ahmose đến gặp thần Amun. Sau đó hai người "ăn nằm" với nhau và hạ sinh ra Hatshepsut. Trong đó còn mô tả lại quá trình sinh nở của Ahmose và sự chào đời của người con gái thần thánh. Nhiều năm sau, Amenhotep III lại sao chép hoàn toàn câu chuyện trên để khẳng định dòng máu thần tiên trong người mình.
Ahmose còn xuất hiện cùng với các vua chúa, Vương hậu khác trên mộ của một quý tộc tên Khabeknet tại vùng Thebes.

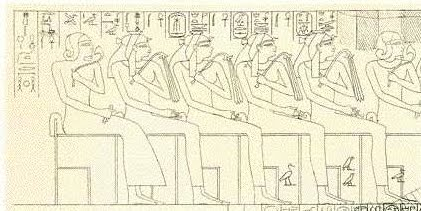
Từ trái qua: Vương tử Ahmose-Sapair, Vương hậu không rõ tên, Vương hậu Ahmose, Vương hậu Tures (?) và Vương hậu Ahmose-Henuttamehu (ảnh khắc trên mộ Khabeknet)